# Société Européene pour l’Astronomie dans la Culture
Die Société Européene pour l’Astronomie dans la Culture, kurz SEAC, ist eine europäische Vereinigung von Astronomen, die sich mit Archäoastronomie beschäftigt. Mitbegründer war der Deutsche Wolfhard Schlosser.